# ココロ図書館
『ココロ図書館』（ココロとしょかん）は、髙木信孝による日本の漫画作品。メディアワークス刊行『月刊コミック電撃大王』にて、2000年4月号から2002年7月号まで連載された。単行本は全3巻+ファンブック1巻。2001年にはテレビアニメ化もされた。
原作・アニメを通じて後述する理由から脚本家の黒田洋介が脚本として作品に参加している。2013年には、ワニブックスより全2巻の新装版として再単行本化されている。

## あらすじ
人里離れた山奥にある小さな図書館。そこには、穏やかで優しい「いいな」、しっかり者の「あると」、そして図書館と同じ名前の「こころ」が司書として働いている。この司書三姉妹と、それを取り巻く人々とが織成す心温まるほのぼの物語。

## 連載の経緯
Boo名義で発行していた髙木の同人誌を高く評価していた脚本家の黒田洋介が、髙木が会社を退職して漫画家を目指して修業をすると本人から聞き、「実力があるのに今から漫画家修業をするのでは遅すぎる」として、知り合いである『月刊コミック電撃大王』の編集長に髙木の売り込みを行った。編集長もBooの絵柄は評価しており、すぐに連載に前向きな返事が得られた。このとき黒田はシナリオを書くことを指示され、これを引き受けたことで連載が具体化した。黒田によれば、髙木から退職の報告を受けてから連載が決まったことを髙木に連絡するまで1時間半の出来事であったと言う。こうした経緯から、黒田が原作・アニメを通じてこの作品の脚本を担当することとなった。

## 登場人物
担当声優は、アニメ版の物
こころ
声 - 斎藤千和
本作の主人公。末っ子。前向きで素直、頑張り屋で純真な性格（10歳）。司書服のカラーは赤。
本を読むのが大好きで、ひめみやきりん先生の大ファン。素敵な司書になるのが将来の夢。得意なことはじょうろで虹を出すこと。チョコレートケーキが大好物。キットという猫を飼っている。姉たちに囲まれて幸せだと感じている。アニメ12話のラストでは、車椅子の少年に運命的な出会いを感じる。
あると（PN.ひめみやきりん）
声 - 市原由美
次女。しっかり者で、料理が得意な眼鏡っ子（15歳）。司書服のカラーは黒。
家計を助けるためとこころに楽しい本を読ませてあげたい思いから姉妹には内緒で「ひめみやきりん」と言うP.Nで少女向け小説を執筆しているが、恥ずかしいからとこころに純粋に本を楽しんでもらうため内緒にしている、代表作は「 - 天使さま」シリーズ。執筆を深夜に行なっているのですぐに眠ってしまう。
いいな
声 - 沢城みゆき
長女。ココロ図書館の館長代理（17歳）。司書服のカラーは紫。
少しのほほんとしているが、姉妹を優しく見守る。こころのことを「こころん」と呼んで溺愛しており、部屋にはこころの写真をいっぱい貼り、あるとや朱葉がこころとお風呂に入った時も嫉妬するなど極度のシスコンでこころが司書研修などで居なくなってしまった時には生きた屍状態になってしまい、周囲の迷惑を考えず、困らせたこともある。あるとにこころに彼氏が出来たら血の雨が降ると言われるほど。特技はコンピュータ。料理の腕前は爆弾と言われ、口にすると自分でも気絶してしまう。
作中では自動車を運転するシーンがあるが、愛車は白塗りの旧ドイツ軍水陸両用車シュビムワーゲン。アニメでは同車は軍人であった父親の愛車である事が明らかにされている。
キット
第6話より登場するこころの愛猫。あるとが配達先より引き取った子猫。アニメでは初回から登場し、一連の「鍵付きの本」（ジョルディの日記）を巡るエピソードでは、いずれもキットが本を弾き飛ばす事が物語のきっかけとなる重要な役目を果たす。
キットの登場で、ココロ図書館の現住人の名の全てを合わせると「こころ、あるといいな。きっと」となる。
岡嶋翠（おかじま みどり）
声 - 佐々木瑶子
図書館の常連客のひとり。朱葉の母。
本作以前から存在していたBoo（髙木）の持ちキャラの一人であり、Booのページ「M's GARDEN」では1998年冬コミ時点で発表したとされる同名キャラクターのCGが確認できる。
岡嶋朱葉（おかじま あかは）
声 - 金田朋子
図書館の常連客である岡嶋翠の娘。こころの親友。
佐伯さらら（さえき さらら）
声 - 雪野五月
作家「ひめみやきりん」の担当編集。
エレーヌ・デュフォン
ココロ図書館へ出没する幽霊の少女。金髪。夏の夜の一時期にしか姿を現せないので、当初は本を借りに来る透明人間と思われていた。
実は図書館創設以前から縁があり、ココロの両親とも知り合い。アニメでは野菜畑だったココロ図書館建設予定地にモブとして生前の姿を見せている。
長閑（のどか）先生
定期検診や健康診断のときにお世話になる女医。
君原ことこ（きみはら ことこ）
朱葉のクラスメート。男の子に見える女の子。
窪田さえこ（くぼた さえこ）
女流小説作家。締切をやぶって編集者から逃れるために作家仲間であるひめみやきりんの家（ココロ図書館）へやって来た。こころや朱葉のような可愛い子が大好き。口元にほくろがある。
本の妖精
本を大切にするこころに幸せを届けに来た妖精さん。

### アニメオリジナル
上沢純（うえざわ じゅん）
声 - 三木眞一郎
ココロ図書館に本を配送する配送人。いいなに好意を持っているが、こころのことしか考えていないいいなはまったく気が付いておらず、そのせいで損な役をすることがしばしば。
星野かえで（ほしの かえで）
声 - 夏樹リオ
司書となったこころが最初に本を貸した利用者。スクーターを愛用。
バイクメン
声 - 梁田清之（リーダー）、浜田賢二、三浦祥朗
ハーレーダビッドソンを駆るライダー達。こころをサイドカーに乗せてあげる事が多い。
深海みさと（ふかみ みさと）
声 - 半場友恵
深窓の令嬢。身体が弱い。
みさとの父
声 - 飛田展男
岡嶋家とは親戚の資産家。みさとの事を常に心配する。
メイド
声 - 満仲由紀子
深海家のメイド。
執事
声 - 鈴木琢磨
深海家の執事。初老。
梶原（かじはら）
声 - 立木文彦
ファニートータスを追っている警部。下の名は不明。かつて第三分隊に配属されていた元軍人。
カージーズエンジェル
声 - 高森奈緒、鈴木麗子、たかはし智秋、高橋裕子、斎藤恵理、小菅真美
梶原警部の部下達。梶原が私服刑事なのに対し、うら若い制服女性警察官で構成されている。命令を受けると「オーケー、カージィ！」と返すのがお約束。
ファニートータス
声 - 藤原啓治
ココロ図書館の蔵書「ジョルディの日記」を狙って現れた世界的怪盗。変装の名人で、梶原警部や上沢、イトウ（カージーズエンジェルの一人）、こころに変装した。
第12話、第13話にも登場。梶原警部は彼を「愛亀」と呼んでいる。
朝倉ひびき（あさくら ひびき）
声 - 根谷美智子
新人司書研修の試験官。
珠音（しゅね）
声 - 坂本真綾
司書コンパロイド。ナカニシインダストリーで開発され、試験運用中の最新型。司書研修でこころとパートナーを組む。司書服のカラーは紺。
井上ひかり（いのうえ ひかり）
声 - こおろぎさとみ
見習い司書の少女。奇跡を求めてココロ図書館へ研修に来た。司書服のカラーは桃色。
井上あかり（いのうえ あかり）
声 - こおろぎさとみ
ひかりの母親。難病を患っている。
百千万理恵（ももち まりえ）
声 - 冬馬由美
都亜瑠市の市長として、ココロ図書館の補助金打ち切りを通告する。
水元らいか（みずもと らいか）
声 - 浅田葉子
市長の秘書。
うさぎ
声 - 桑谷夏子
ファニートータスが腹話術で操るハンドパペット。
少年
声 - 進藤尚美
第12話に登場。歩行障害を負っている少年。

#### 「ジョルディの日記」の登場人物
サン・ジョルディ
声 - 千葉進歩
本編の約20年前に起きた出来事を記している「ジョルディの日記」の筆者。実はココロ図書館に深い関わりのある人物でもある。
原作では同じ名前がおとぎ話の中に使われた程度で、図書館との関わりは明示されていない。
進藤ココロ（しんどう ココロ）
声 - 沢城みゆき
こころ達の母親。声はいいなで、顔はこころで、性格はあると。なお、進藤は結婚前の姓。
百千（ももち）
声 - 塩屋浩三
下の名は不明。都亜瑠村に駐留する第三分隊の指揮官。階級は軍曹。
ウエザワ
声 - 三木眞一郎
下の名は不明。第三分隊の隊員。上沢純の父親であり、本編では故人。
愛亀（あいがめ）
声 - 鈴村健一
下の名は不明。第三分隊の隊員。梶原とは仲が悪い。話し言葉は関西弁で、自分の事を「カメやん」と称する。
シュリ
声 - 坂本真綾
女性型の軍用情報型ドロイド。
将校
GAZ-67に乗ってやってくる敵軍戦車隊の指揮官。ココロ図書館の登場人物にあるまじきリアルな顔立ちをしている。

### PCオリジナル
来栖みなな（くるす みなな）
図書館のリファレンス（案内）係を目指す少女。春休みを利用してココロ図書館へ体験実習に来た。本を読むのが好き。司書服のカラーは緑。

## アニメ

### 概要
2001年10月からテレビ東京で放送、全13話。途中シリアスな展開がなされることもあるが、基本はまったり癒し系アニメであり、怪盗は登場したが「悪人」が一人も登場しない物語。全話の脚本を書いた黒田洋介によると、「全く毒の無い」物語にするためかなり苦労したというコメントがある。

### 登場メカ
シュビムワーゲン
いいなの愛車。軍用の四輪駆動水陸両用車。元々は第三分隊の備品だが、車体色をオリーブドラブから白へ色を塗り替え、ネコミミ付きシート他でドレスアップしてある。ナンバーは「556」で「ココロ」となっている。
シトロエンHバン
上沢が配達に使う白塗りの商用パネルバン。
ヴェスパ
第1話に登場。星野かえでの愛車。
トラクター
赤い車体の農業機械。寡黙な老人の愛車。荷台には干し草が満載されている。第12話にも再登場。
ハーレーダビッドソン
バイクメン達の大型バイク。リーダー車はサイドカーを付けている。
オースチン・ミニクーパー
第3話に登場。佐伯さららの愛車。グリーンの小型大衆車。
ヘリ
深海家の自家用ヘリコプター。
ファニートータスの気球
気嚢に亀の絵が描かれた熱気球。第13話では反射鏡を搭載して図書館の除雪（融雪）を行っている。
シトロエン・2CV
梶原警部の愛車だがパトカー仕様ではない。塗装は薄茶色。
シトロエン・DS
カージーズエンジェル達が搭乗したパトカー。
FN ブローニングM1910
カージーズエンジェルが装備する中型拳銃。
列車
都亜瑠駅と別の街を繋ぐ単線上を走る欧州風の旅客列車。ドロイドの存在する世界なのに、何故かリンク式連結器付の蒸気機関車が牽引している。
コンパロイド
コンパニオンドロイド。実用化されたばかりの自動人形の一種で各種サービス用。軍用ドロイドと違い、動力は外部電源からの充電式。
ロールス・ロイス・シルヴァーシャドウ
第10話に登場。市長が視察に用いた黒塗りの高級車。
ティーガーI
第11話冒頭に登場する重戦車。
ユンカースJu87
第11話冒頭に登場する急降下爆撃機。
ワルサーP38
第11話に登場。愛亀の軍用大型拳銃。
ルガーP08
第11話に登場。梶原の軍用大型拳銃。
Kar98k
第11話に登場。第三分隊の標準装備。ボルトアクションライフル。
ドロイド
軍事用人型ロボット。自律型で内蔵動力源とAIを持つ。その動力源は不明だが、起爆させると頑丈な木橋を崩壊させる破壊力を有する。
T-34
第11話に登場。敵軍の中戦車として二両が登場。
GAZ-67
第11話に登場。敵軍の指揮用四輪駆動車。
アルファロメオ・ジュリア
第12話に登場。上沢が友人から借りた薄緑色の乗用車（特徴から見てGT1300ジュニア中期型）。シュビムワーゲンのエンスト救援に颯爽と登場したが、ガス欠の為にこころ達を送り届けられなかった。

### スタッフ
- 原作 - 髙木信孝
- 監督 - 舛成孝二
- キャラクターデザイン - 橘秀樹
- プロップデザイン - 常木志伸
- 美術監督 - 鹿野良行
- 色彩設計 - 松本真司
- 撮影監督 - 近藤慎与
- 編集 - 松村正宏
- 音響監督 - 菊田浩巳
- 音楽 - 保刈久明
- プロデューサー - 北山茂、松田桂一
- アニメーション制作 - スタジオディーン
- 製作 - ビクターエンタテインメント

### 主題歌
オープニングテーマ「ビーグル」
作詞 - 岩里祐穂 / 作曲・編曲 - 宮川弾 / 歌 - 山野裕子
- 第11話ではオープニングテーマは省略された。

エンディングテーマ「月はみてる」
作詞 - 岩里祐穂 / 作曲 - 熊谷憲康 / 編曲 - 宮川弾 / 歌 - 山野裕子

### 各話リスト
| 話数 | サブタイトル         | 脚本     | 絵コンテ       | 演出                          | 作画監督                 |
| ---- | -------------------- | -------- | -------------- | ----------------------------- | ------------------------ |
| 1    | 司書になります       | 黒田洋介 | 舛成孝二       | こでらかつゆき ますなりこうじ | 橘秀樹                   |
| 2    | 今の私にできること   | 黒田洋介 | こでらかつゆき | 加藤敏幸                      | 大河原晴男               |
| 3    | 内緒のきりん先生     | 黒田洋介 | 松下ユキヒロ   | 吉田俊司                      | 佐藤和巳 畑良子          |
| 4    | 司書のモットー       | 黒田洋介 | こでらかつゆき | 佐藤照雄                      | 塩川貴史                 |
| 5    | 狙われた図書館       | 黒田洋介 | 古川政美       | 古川政美                      | 工藤裕加 斎藤哲人        |
| 6    | コンパロイドの司書   | 黒田洋介 | こでらかつゆき | 加藤敏幸                      | 大河原晴男               |
| 7    | こころがいない日     | 黒田洋介 | こでらかつゆき | 吉田俊司                      | なかじまちゅうじ         |
| 8    | お母さんに逢いたい   | 黒田洋介 | 佐藤照雄       | 佐藤照雄                      | 塩川貴史                 |
| 9    | 奇蹟                 | 黒田洋介 | こでらかつゆき | 鈴木芳成                      | 橘秀樹 桜井親良 千葉崇洋 |
| 10   | 図書館がなくなる     | 黒田洋介 | 加藤敏幸       | 加藤敏幸                      | 大河原晴男               |
| 11   | ジョルディの日記     | 黒田洋介 | こでらかつゆき | 吉田俊司                      | 斎藤哲人                 |
| 12   | こころ あると いいな | 黒田洋介 | こでらかつゆき | 佐藤照雄                      | 工藤裕加 塩川貴史        |
| 13   | ココロ図書館の冬     | 黒田洋介 | 加藤敏幸       | 加藤敏幸                      | 大河原晴男               |

## 商品
電撃コミックスEX （原作コミック）
1. ココロ図書館1 ISBN 4-8402-1821-8
2. ココロ図書館2 ISBN 4-8402-1964-8
3. ココロ図書館3 ISBN 4-8402-2185-5

ファンブック（イラストギャラリー、グッズカタログ、キャラクター設定集）
- ココロ図書館ファンブック ISBN 4-8402-2124-3

ガムコミックスプラス（新装版）
1. ココロ図書館上巻 ISBN 978-4-8470-3866-2
2. ココロ図書館下巻 ISBN 978-4-8470-3867-9

VIDEO / DVD （アニメーション）
1. ココロ図書館VOL.1（DVD 1話 収録）（VIDEO 1話 - 4話 収録）
2. ココロ図書館VOL.2（DVD 2話、3話 収録）（VIDEO 5話 - 7話 収録）
3. ココロ図書館VOL.3（DVD 4話、5話 収録）（VIDEO 8話 - 10話 収録）
4. ココロ図書館VOL.4（DVD 6話、7話 収録）（VIDEO 11話 - 13話 収録）
5. ココロ図書館VOL.5（DVD 8話、9話 収録）
6. ココロ図書館VOL.6（DVD 10話、11話 収録）
7. ココロ図書館VOL.7（DVD 12話、13話 収録）

Windows専用ソフト（蔵書管理ソフトウェア）
- コミュニケーションライブラリーココロ図書館（7000本限定）

シングル
- ビーグル

サウンドトラック
- ココロ図書館 ORIGINAL SOUNDTRACK

## 関連作品
- 漫画 PUREまりおねーしょん - 「ココロ図書館」の約8年後を舞台とする物語。ゲストとして成長したこころが登場する他、回想シーンに珠音が登場する。